# Kostki (Mazovia)
Kostki [pronunciación en polaco: /ˈkɔstki/] es un pueblo en el distrito administrativo de Gmina Sokołów Podlaski, dentro del Distrito de Sokołów, Voivodato de Mazovia, en el centro-este de Polonia. Se encuentra aproximadamente 10 kilómetros al noroeste de Sokołów Podlaski y 86 kilómetros al este de Varsovia.